# Sonata para piano n.º 17 (Schubert)
La sonata para piano en re mayor D. 850 de Franz Schubert, op. 53, conocida como Gasteiner, fue escrita en agosto de 1825 mientras el compositor se encontraba en la ciudad balneario de Bad Gastein. Un año después, se convirtió en la segunda de sus sonatas para piano en ser publicada.

## Composición
A fines de mayo de 1825, Schubert se unió a su amigo. el barítono Johann Michael Vogl, en Steyr, localidad de la Alta Austria, desde donde partieron para realizar una breve gira de conciertos en los centros turísticos. Los dos amigos llegaron a Linz y luego se fueron a Gmunden, Salzburgo y la ciudad balneario de Gastein. Como sus compromisos no eran demasiado pesados, el músico dispuso de mucho tiempo libre para escribir sus composiciones, ayudado también por la serenidad del momento. La Sinfonía Gastein, perdida y la Sonata en re mayor, también compuesta en el balneario, datan de este período.
La sonata, compuesta inmediatamente antes de la Sinfonía en do mayor D944, La Grande escrita cuando Schubert regresó a Viena, está dedicada a Karl Maria Von Bocklet, un joven pianista amigo del músico que más tarde se convertiría en un gran seguidor y divulgador de sus composiciones. La dedicatoria a un virtuoso explica el carácter brillante y extrovertido de la sonata.

## Estructura
La sonata consta de cuatro movimientos:
1. Allegro vivace [3] (re mayor)
2. Con moto (La mayor)
3. Scherzo. Allegro vivace (re mayor), Trío (sol mayor)
4. Rondó. Allegro moderato (re mayor)

La estructura formal de la sonata es de tipo tradicional, como ya se advierte en el primer movimiento, Allegro vivace, caracterizado por dos temas, el primero impetuoso y bien definido, mientras que el segundo se anuncia con una ralentización del ritmo y adquiere un carácter más matizado. El segundo movimiento Con moto está en la mayor y es de proporciones muy grandes, inusual para un tempo de sonata lento; comienza con una melodía tranquila y fluida con un ritmo regular que poco después se acelera para revelar un segundo tema más vigoroso e imaginativo. En el tercer movimiento, Scherzo, vuelve el motivo vivo inicial, seguido de uno danzante, similar a un Ländler. El siguiente Trío está totalmente basado en acordes. El último movimiento, Rondó, se diferencia de las partes anteriores en su tono burlesco; el tema se repite varias veces después de varias variaciones, terminando la sonata de una manera elegante e ingeniosa.

## Movimientos

### I.Allegro vivace

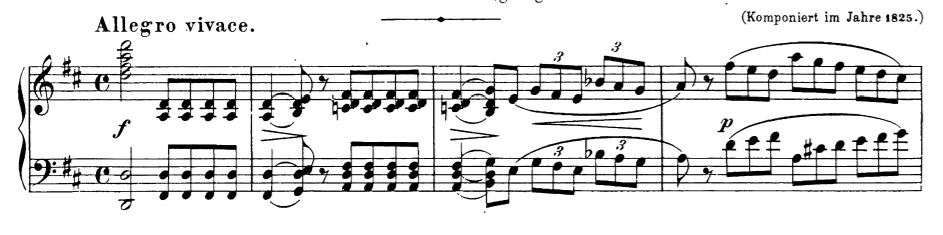
Compases iniciales del primer movimiento

En la tonalidad de re mayor, el autógrafo tiene la indicación Alla breve Allegro mientras que la primera edición (publicada durante la vida de Schubert y, por lo tanto, probablemente una revisión) indica Allegro vivace; que es inusualmente rápido para un allegro de Schubert, que a menudo calificaba este tempo con moderato. El primer movimiento es implacablemente enérgico y va desde lo exuberante hasta lo tormentoso y lo triunfante. Una introducción similar a una fanfarria presenta el material temático principal presentado en este movimiento y, en última instancia, en toda la sonata. En un gesto característico de Schubert, este tema se repite inmediatamente en la menor; también es típica la modulación a través de teclas remotas a medida que se desarrolla la exposición. El alegre segundo tema, con su vacilante patrón alto-bajo, recuerda al canto a la tirolesa. Este tema también es similar a la apertura del Lied Das Heimweh (nostalgia), compuesto al mismo tiempo. La sección de desarrollo presenta un grandioso tema de fanfarria de acordes basado en el primer tema, también utilizado en la coda que cierra el movimiento. Algunas de las formulaciones más desafiantes en la obra para piano solo de Schubert se encuentran aquí, con los implacables tresillos que brindan la oportunidad de una exhibición virtuosa.

### II.Con moto

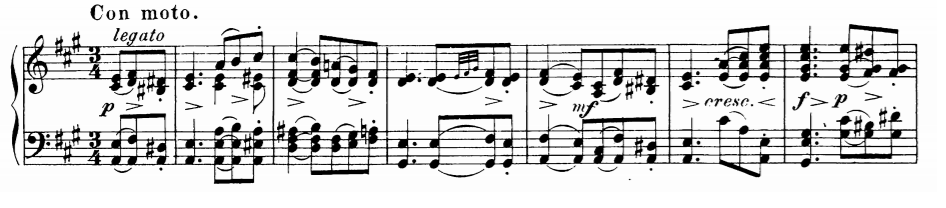
Compases iniciales del segundo movimiento

El movimiento presenta una forma mayor, ABABA. Al igual que el primer movimiento, el segundo movimiento es inusual en su rapidez, indicada por la marca de tempo única. Un pulso de conducción escrito en el fraseo aumenta una melodía melancólica en la sección A. La sección B audaz y expansiva presenta un ritmo punteado sincopado novedoso que produce paradas y arranques de impulso y se usa para lograr un efecto dramático, que recuerda a Beethoven. Varios recitativos y digresiones meditativas puntúan la pieza, que tiene una textura sofisticada y una escritura inventiva en general. El ritmo sincopado del tema B se fusiona con el tema A para su aparición final, y el movimiento se apaga con un final breve y sombrío.

### III.Scherzo: Allegro vivace - Trío

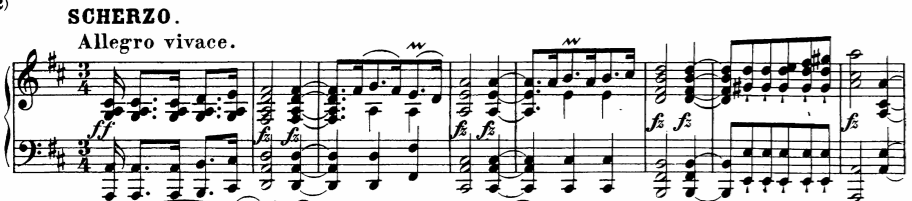
Compases iniciales del tercer movimiento

Se plantea en re mayor y el Trío en sol mayor. En este atlético Scherzo, Schubert expande una alegre idea de notas con puntillo hasta sus límites, con una gruesa escritura de acordes y frecuentes cambios abruptos de registro, textura y tonalidad. La Hemiola se usa ampliamente: un pulso fuerte de 3/2 impregna el Scherzo de 3/4. El majestuoso trío, con sus acordes uniformes, líricos repetidos y sus modulaciones distantes, contrasta considerablemente con la música cinética que lo rodea.

### IV.Rondó: Allegro moderado

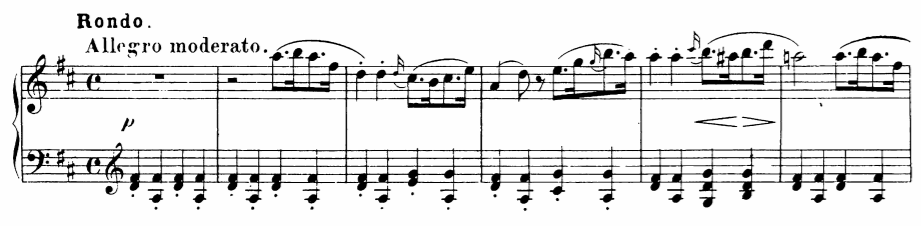
Compases iniciales del cuarto movimiento

Planteado en re mayor tiene la forma ABACA. El tema del rondó, juguetón e inocente, parecido a una marcha, repetido dos veces con subdivisión rítmica y decoración crecientes, está salpicado por dos episodios contrastantes, cada uno con sus propias secciones centrales tormentosas. El episodio B presenta escalas rápidas que se pasan entre las manos mientras se desarrolla una frase entrecortada simple. La sección C presenta un tema de acordes líricos repetidos que se desvía hacia una sección menor dramática. Después de la última declaración muy ornamentada del tema del rondó, una coda de despedida lleva la obra a un cierre tranquilo y discreto.
La obra dura aproximadamente 40 minutos y es una de las obras en solitario más largas y ambiciosas de Schubert, especialmente hasta ese momento.